# Segamit
Segamit is een bestuurslaag in het regentschap Muara Enim van de provincie Zuid-Sumatra, Indonesië. Segamit telt 2914 inwoners (volkstelling 2010).